# 测度收敛
测度收敛是测度论中的一个概念： 假设可测空间上有一个有趣却很难直接构造的测度μ，我们希望能找到一列相对容易构造或分析的测度 {\displaystyle \mu _{n}} ，随着 {\displaystyle n} 的增大， {\displaystyle \mu _{n}} 的性质与 {\displaystyle \mu } 越来越相似。 '越来越相似' 和一般的 序列的极限的想法一致：对于任何可接受的误差 {\displaystyle \varepsilon >0} ，只要 {\displaystyle N} 充分大， 对于任何 {\displaystyle n\geqslant N} ，  {\displaystyle \mu _{n}} 和 {\displaystyle \mu } 之间的'差别'小于 {\displaystyle \varepsilon } 。 收敛的定义也就取决于'差别'的定义。 这些定义可能互相不等价，强弱有别。
下面介绍3种最常见的测度收敛的定义。

## 测度的弱收敛
在数学和统计学中, 弱收敛 (即为泛函分析中的 弱*收敛)是 测度论中广泛应用的一种收敛。 
下面是几种测度弱收敛的等价定义。 这些等价定义被称为 portmanteau定理.

定义 {\displaystyle S} 为拥有 Borel σ-代数 {\displaystyle \Sigma }的 度量空间 。我们称一列(S, Σ)上的 概率测度 {\displaystyle P_{n}}  , {\displaystyle n=1,2,...} 弱收敛于概率测度 {\displaystyle P} ,（记为
{\displaystyle P_{n}\Rightarrow P}）
如果下面任何一条条件得到满足 ( {\displaystyle E_{n}} 为关于概率 {\displaystyle \mu } 的数学期望，{\displaystyle E} 为关于概率 {\displaystyle P} 的数学期望):
- {\displaystyle E_{n}f\rightarrow Ef} 对于任何有界连续的函数 {\displaystyle f},
- {\displaystyle E_{n}f\rightarrow Ef} 对于任何有界且满足 Lipschitz条件的函数 {\displaystyle f} ,
- {\displaystyle \limsup E_{n}f\geqslant Ef} 对于任何有上界的 上半连续 的函数 {\displaystyle f} ,
- {\displaystyle \liminf E_{n}f\geqslant Ef} 对于任何有下界的 下半连续 的函数 {\displaystyle f} ,
- {\displaystyle \limsup P_{n}(C)\geqslant P(C)} 对于任何空间S中的闭集 {\displaystyle C} ;
- {\displaystyle \liminf P_{n}(U)\geqslant P(U)} 对于任何空间S中的开集 {\displaystyle U} ;
- {\displaystyle \lim P_{n}(A)\geqslant P(A)} 对于任何关于概率P连续的集合{\displaystyle A} .